# دیوار بزرگ سبز

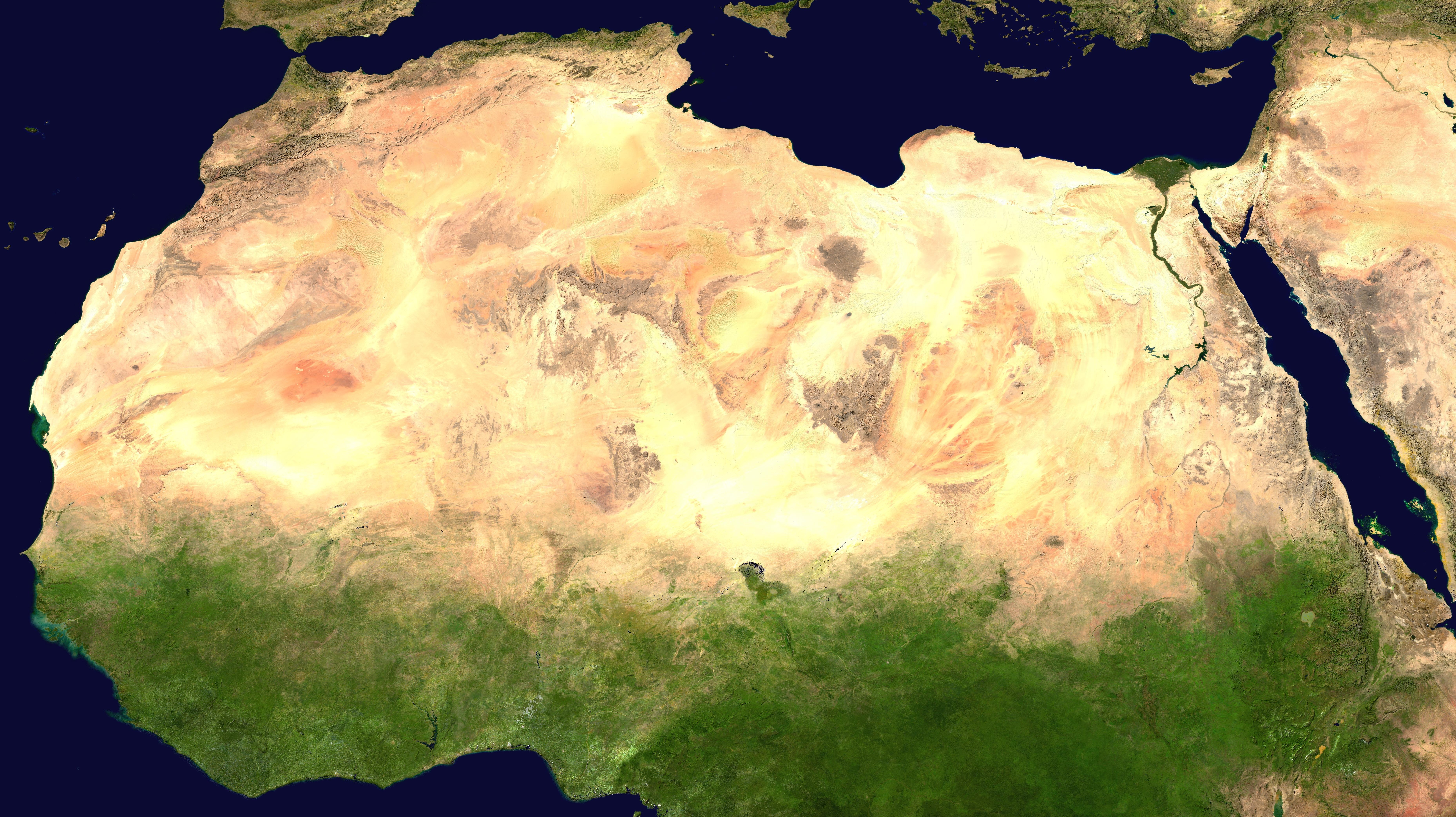
عکس ماهواره ای صحرا در سال ۲۰۰۲

دیوار بزرگ سبز (انگلیسی: Great Green Wall) پروژه‌ای است با شرکت ۱۱ کشور در قاره آفریقا برای مهار پیشروی صحرای بزرگ آفریقا از طریق کاشت نواره‌ای از درختان و گیاهان دیگر. بورکینا فاسو، جیبوتی، اریتره، اتیوپی، مالی، موریتانی، نیجر، نیجریه، سنگال، سودان و چاد ۱۱ کشور عضو طرح ایجاد دیوار سبز در آفریقا هستند.
این کشورها در حال کاشت انبوهی از درختان به شکل دیواری طویل از شرق به غرب این قاره و درست در زیر حاشیه جنوبی صحرای بزرگ آفریقا هستند. هدف از ساختن این دیوار سبز مقابله با پیامدهای تغییرات اقلیمی از طریق معکوس کردن روند بیابان‌زایی عنوان شده‌است. در طرح 'دیوار سبز آفریقا' قرار است از سال ۲۰۲۰ تا سال ۲۰۲۵ میلادی از سنگال تا جیبوتی درختکاری شود و به این ترتیب از گسترش وسعت صحرا و اراضی خشک در این منطقه جلوگیری گردد. طول این دیوارِ درختی که ۱۱ کشور را پوشش خواهد داد ۷۶۰۰ کیلومتر محاسبه شده و عرض آن نیز ۱۵ کیلومتر در نظر گرفته شده‌است.
این پروژه به ترویج تکنیک‌های برداشت آب، حفاظت از فضای سبز و بهبود تکنیک‌های بومی استفاده از زمین، با هدف ایجاد موزاییکی از مناظر سبز و پربار در سراسر شمال آفریقا، تبدیل شد. گونه درختی که بیشتر در این مسیر سبز کاشته می‌شود درخت آکاسیا یا صمغ عربی است که گفته می‌شود در برابر خشکسالی مقاوم است. هدف فعلی این پروژه، احیای ۱۰۰ میلیون هکتار (۲۵۰ میلیون جریب) از زمین‌های تخریب‌شده، جذب ۲۵۰ میلیون تن دی‌اکسید کربن و ایجاد ۱۰ میلیون شغل در این فرآیند، تا سال ۲۰۳۰ است. این پروژه پاسخی است به آثار دو موضوع تخریب منابع طبیعی و خشکسالی در مناطق روستایی. همچنین این پروژه در پی کمک به جوامع ساحل برای کاهش و سازگاری با تغییرات اقلیمی و همچنین بهبود امنیت غذایی است و انتظار می‌رود جمعیت ساحل تا سال ۲۰۳۰ دو برابر شود و در نتیجه ضرورت حفظ تولید مواد غذایی و حفاظت از محیط زیست در این منطقه بیشتر خواهد شد.

## پیشینه

منطقه ساحل (قهوه ای)، دیوار سبز پیشنهادی (سبز) و کشورهای شرکت کننده (سفید)

طرح احداث یا ایجاد یک دیوار سبز در قاره آفریقا برای اولین بار در سال ۲۰۰۲ میلادی و در اجلاس مبارزه با خشکسالی در انجامنا پایتخت چاد مطرح شد. با این وجود این طرح دوم ژوئن ۲۰۰۵ میلادی و در هفتمین نشست کنفرانس سران کشورهای آفریقا در بورکینا فاسو به تصویب رسید. به گفته کارشناسان در طرح ایجاد دیوار سبز در آفریقا، تجارب و یافته‌های دیوار سبز چین نیز مورد توجه بوده‌است. دانشمندان چینی با ارائه طرح ایجاد دیوار سبز چین تلاش می‌کنند از گسترش بیابان گبی در این کشور جلوگیری کنند.
طرح دیوار سبز آفریقا در صورت اجرا و تحقق می‌تواند ضمن جلوگیری از گسترش دامنه صحرا، تحمل این مناطق را برای ساکنان آن راحت‌تر کند و همچنین بر توسعه اقتصادی، اجتماعی و فرهنگی این مناطق تأثیر مطلوبی داشته باشد. تاکنون سنگال بهترین پیشرفت را در زمینه اجرای این پروژه زیست‌محیطی داشته‌است. قرار است ۱۱ میلیون اصله درخت در این مسیر سبز کاشته شود.

## دیوار سبز بزرگ چین
- دیوار سبز بزرگ چین
- کوهستان آراوالی